# Micromus morosus
Micromus morosus is een insect uit de familie van de bruine gaasvliegen (Hemerobiidae), die tot de orde netvleugeligen (Neuroptera) behoort. 
Micromus morosus is voor het eerst wetenschappelijk beschreven door Gerstäcker in 1894.